# تومي يوحنا
تومي يوحنا (بالإنجليزية: Tommy John)‏ (و. 1943  م) هو لاعب كرة قاعدة، من الولايات المتحدة، ولد في تير هوت، يلعب كمرسل الكرة ‏.

## روابط خارجية
- تومي يوحنا على موقع دوري كرة القاعدة الرئيسي (الإنجليزية)
- تومي يوحنا على موقعبيزبول رفرنس.كوم (الدوري الرئيسي) (الإنجليزية)
- تومي يوحنا على موقعبيزبول رفرنس.كوم (الدوري الثانوي) (الإنجليزية)
- تومي يوحنا على موقع جمعية أبحاث البيسبول الأمريكية (الإنجليزية)
- تومي يوحنا على موقع إي إس بي إن.كوم (أم.أل.بي) (الإنجليزية)
- تومي يوحنا على موقع مشجعي الرسوم البيانية (الإنجليزية)